# Côte d'Ivoire Telecom
Côte d'Ivoire Telecom était une entreprise créée en 1991 et chargée en Côte d'Ivoire de l’établissement de réseaux et de la fourniture de services de télécommunications. Le 3 février 1997, à la suite d'un appel d’offres international, France Télécom Câble et Radio rachète 51 % des parts de l’entreprise nationale de télécommunication, Citélécom, puis porte le capital social de la société à 15 milliards de Francs CFA.
La société a fusionné le 1er janvier 2017 avec Orange Côte d’Ivoire : Côte d’Ivoire Telecom a été absorbé par Orange Côte d’Ivoire,.

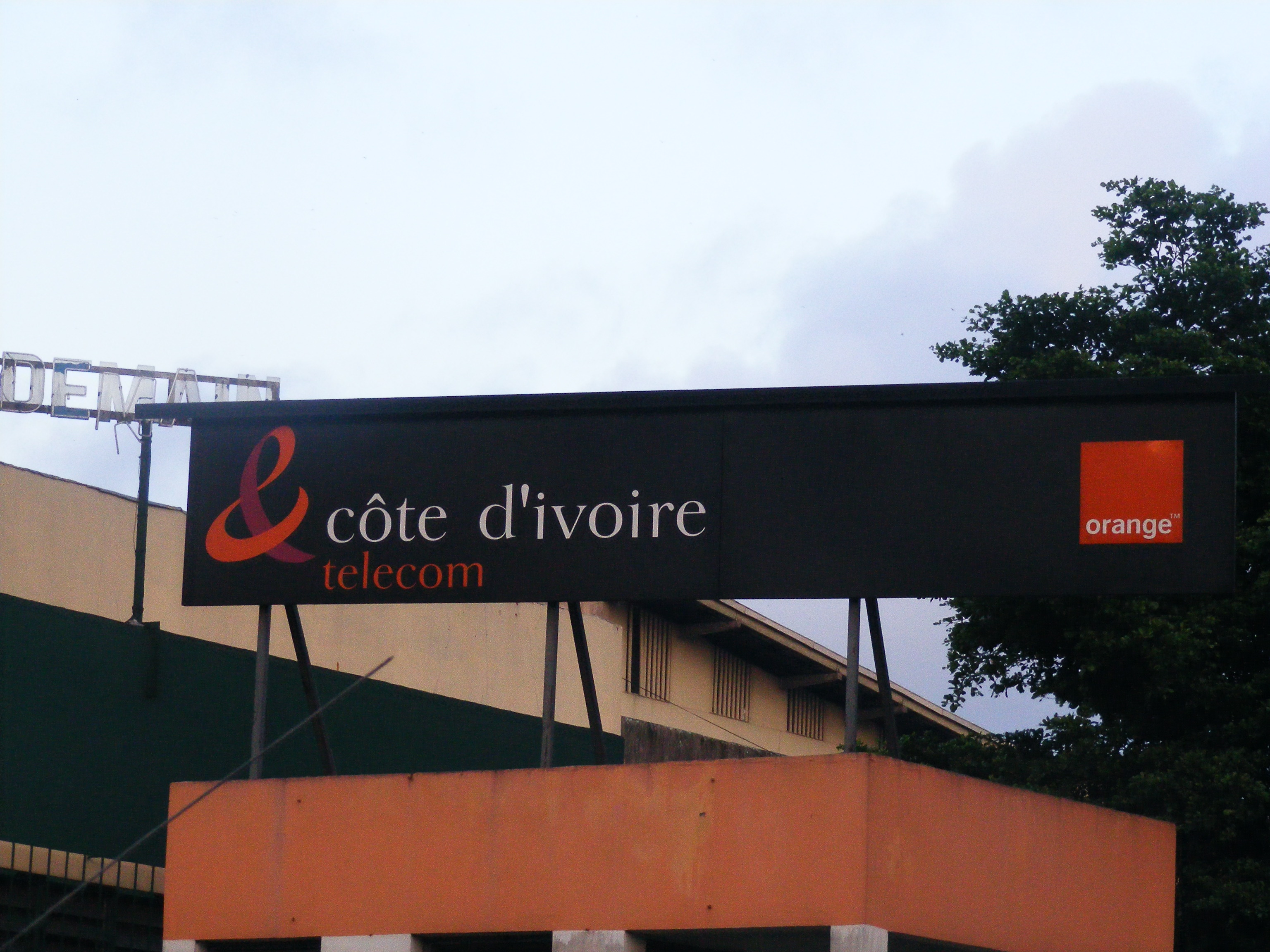
Panneau publicitaire de CITélécom, affilié à Orange, en 2009 à Abidjan.